# Shiukuluan
Lo Siouguluan (caratteri cinesi: 秀姑巒溪; pinyin: Xiuguluan; POJ: Siù-ko͘-lôan-khoe) o Shiukuluan è un fiume di Taiwan, che scorre per 81 km lungo la contea di Hualien.
Il fiume nasce e scorre sulla montagna chiamata Siouguluan.

## Affluenti
- Fuyuan - contea di Hualien - 28 km
- Fengping - contea di Hualien - 37 km
- Lekuleku - contea di Hualien - 54 km